# Герман (Вейнберг)
Епи́скоп Ге́рман (в миру Алекса́ндр Ада́мович Ве́йнберг; 8 октября 1885, Елисаветград — 24 мая 1942, Акмолинское отделение Карагандинского ИТЛ, Карагандинская область) — епископ Русской православной церкви, епископ Алма-Атинский.

## Биография
Биографические сведения о первых годах его жизни ненадёжны и нуждаются в проверке. Одни источники указывают на его дворянское происхождение, другие утверждают, что он родился в семье почётного гражданина. Ещё в раннем детстве он лишился отца, и его воспитанием занялась глубоко религиозная мать.
В 1912 году окончил физико-математический факультет Санкт-Петербургского университета. В том же году поступил в Санкт-Петербургскую духовную академию. Из 62 студентов 63-го академического выпуска помимо него только иеромонах Владимир (Кириллов) имел высшее светское образование.
24 ноября 1913 года пострижен в монашество, затем рукоположён в сан иеродиакона, с 30 декабря 1914 — иеромонах.
Научным руководителем иеромонаха Германа был литургист И. А. Карабинов, под научным руководством которого подготовил диссертацию «Службы русским святым, появившиеся за синодальный период русской церковной жизни», которая не была опубликована. О том, как проходила защита диссертации иеромонаха Германа, нет сведений. Судя по весьма комплиментарному отзыву на эту работу, составленному И. А. Карабиновым, а также по тому, что за эту работу Герман был удостоен премии «из процентов с капитала проф. В. И. Долоцкого в 87 руб. 40 коп.», она прошла вполне успешно. В 1916 году окончил Петроградскую духовную академию.
В 1916—1917 годы — преподаватель Житомирского училища пастырств имени Иоанна Кронштадтского.
19 октября 1926 года хиротонисан в сан епископа Масальского, викария Калужской епархии. О его служении в Калужской епархии информации нет.
24 января 1929 года по указу Заместителя Патриаршего Местоблюстителя митрополита Сергия владыка Герман был направлен в Средне-Волжскую область в качестве епископа Бугурусланского, викария Самарской епархии.
3 апреля 1930 года епископ Герман был назначен на Алма-Атинскую кафедру. Он прибыл в Алма-Ату вместе с игуменом Феогеном (Козыревым), с которым он поселился в Николаевской церкви в правой боковой комнате у притвора.
Продолжил начатое Преосвященным епископом Львом (Черепановым) дело по борьбе с обновленчеством, морально и материально поддерживал ссыльных, в том числе священников, которым разрешал на Литургии причащаться в алтаре в полном облачении. Сотрудничал с образованными людьми, жившими в Алма-Ате, в том числе в деле сбора исторической информации о находившихся близ города мощах апостола и евангелиста Матфея. Сам владыка Герман интересовался астрономией.
Академик Владимир Николаевич Щелкачёв, бывший в начале 1930-х годов политическим ссыльным в Алма-Ате, вспоминал:

Я хорошо помню Владыку Германа. Он был небольшого роста и очень худенький. Было понятно, что перед тобою — аскет. В нём не было никакой надменности, величавости. Он был предельно прост. Жил он в притворе Николаевской церкви, и к нему ходили все ссыльные, несчастные и нуждающиеся, и он отдавал им все, что имел. Это был полный бессребреник. Проповеди его были высокими по духу, но понятными и доходчивыми для всех. Он много и напряженно работал. Иногда к церкви подъезжал на лошади, запряженной в линейку, один из прихожан. Владыка садился в линейку, и они ехали по грунтовой дороге по направлению к Медео. Поднявшись довольно высоко, они сворачивали в ущелье, и Владыка, оставив линейку и возницу, один поднимался в горы помолиться и отдохнуть.

Был временным членом Временного Патриаршего Священного Синода на время зимней сессии 1932—1933 года.
10 декабря 1932 года епископ Герман был арестован в Алма-Ате прямо в церкви после вечерней службы вместе с архимандритом Феогеном (Козыревым) и всем клиром Николо-Кучугурской церкви — единственного храма патриаршей церкви в городе. Все они были обвинены в участии в контрреволюционной организации церковников. 25 июня 1933 года гогда тройкой при полномочном представительстве ОГПУ в Казахстане осуждён на 8 лет лишения свободы и отправлен в Карлаг.
Отбывал срок в лагере посёлка Долинка Карагандинской области, где его определили ухаживать за скотом, а с 1934 года — картотетчиком и курьером. Посылок, передаваемых ему сёстрами, он не видел, так как они отбирались уголовниками.
В 1937 году был признан инвалидом, не способным к физическому труду, но 27 мая 1938 года епископа Германа осудили вторично в этом же лагере, теперь уже сроком на 10 лет. В его деле имеется следующая характеристика: «Убеждённый служитель культа. Не исключена возможность религиозной пропаганды среди верующих. Требует специального наблюдения. Слаб здоровьем: порок сердца, истощение, склероз сосудов. Отношение к труду механическое. Рассеян. Норму не выполняет». 7 июня 1938 года вместе со священником Михаилом Лярго и фельдшером Иваном Драгомирецким отделением Карагандинского областного суда при Карлаге НКВД владыка Герман был дополнительно осуждён на 10 лет лишения свободы за высказывания, «дискредитирующие советское строительство и оскорбляющие вождей партии».
Скончался 24 мая 1942 года от сердечного приступа в стационаре командировки (удалённого отделения) «Акмолинское» Карлага. Похоронен на кладбище командировки, на могиле его поставлен столб с надписью «Б-16». Местонахождение кладбища неизвестно.

## Агиографические труды
Учась в Санкт-Петербургской духовной академии, написал кандидатскую диссертацию «Службы русским святым, появившиеся за синодальный период русской церковной жизни». Работа иеромонаха Германа была напрямую связана с интересом к истории служб русским святым, который возник в обществе в конце XIX — начале XX века. Данный труд содержит историю создания, редактирования и утверждения к печати более ста служб, которые вошли в церковный обиход на протяжении синодального периода.
Опирался на труд А. В. Попова, посвящённый истории акафистов, напечатанных в России (1903). Новаторство этой работы заключалось в том, что Попов решил в научных целях воспользоваться особенностями синодальной бюрократии: утверждение (или неутверждение) богослужебного текста сопровождалось перепиской, благодаря которой историк может многое узнать: здесь может содержаться имя автора текста, имя архиерея, представившего этот текст Синоду, замечания рецензентов и ответы на них, имена цензоров и их реакцию на текст и т. д.. Этим же путём пошёл и иеромонах Герман. В результате были установлены имена авторов и редакторов огромного числа церковных служб. Кроме очерков истории утверждённых служб в работу включен список ненапечатанных служб русским святым (65 позиций), а также ряд ценных указателей, дающих возможность увидеть, кто составлял, редактировал и утверждал тексты новых богослужебных последований. Приведён список цензоров, список архиереев, просматривавших службы, список использованных дел Синодального архива, список авторов служб, хронологические таблицы, показывающие время начала работы над каждой из рассмотренных служб. В работу оказались включены исторические очерки, посвященные всем службам русским святым, написанным в Синодальный период, за исключением семи святых, а также святителя Иоанна Тобольского, чья канонизация состоялась уже после защиты данной работы.
При жизни автора данный труд остался неопубликованным. Более того, автор этой работы при жизни не напечатал ни одной статьи, ни одной проповеди. Лишь в 2021 году рукопись была найдена в Российской национальной библиотеке. Александр Кравецкий отмечал, что «труд иеромонаха Германа не утратил актуальности и через 100 лет после своего создания».
Живя в Алма-Ате, собирал сведения о находящихся в местности близ Алма-Аты мощах апостола и евангелиста Матфея с целью прославления этой местности. К исследовательской работе по этому вопросу он старался привлечь профессуру и образованное духовенство, отбывающих ссылку в Алма-Ате.